# Arctostaphylos

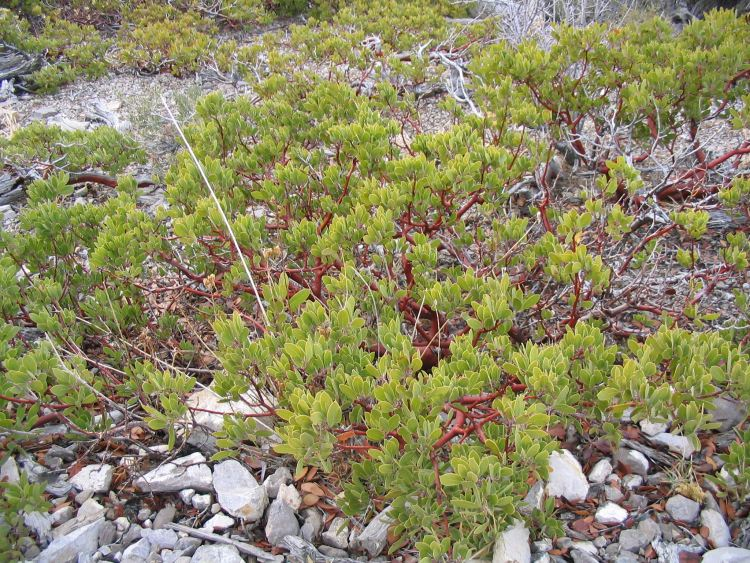
A manzanita (Arctostaphylos sp.)

Arctostaphylos és un gènere de plantes angiospermes de la família de les ericàcies.

## Descripció
Són arbusts o arbres petits. Moltes són espècies de fulla perenne (una de caducifòlia) amb fulles petites i ovals. Les flors tenen forma de campana i floreixen a la primavera. Els fruits són petites baies i en algunes espècies són comestibles.

## Distribució
En general, es distribueixen per les zones subàrtiques i subalpines de l'hemisferi nord.

## Taxonomia
Es reconeixen més de 70 espècies, incloses les híbrides:
- Arctostaphylos acutifolia Eastw.
- Arctostaphylos andersonii A.Gray
- Arctostaphylos alpina (L.) Spreng.
- Arctostaphylos auriculata Eastw.
- Arctostaphylos australis Eastw.
- Arctostaphylos bakeri Eastw.
- Arctostaphylos bolensis P.V.Wells
- Arctostaphylos canescens Eastw.
- Arctostaphylos catalinae P.V.Wells
- Arctostaphylos caucasica Lipsch.
- Arctostaphylos columbiana Piper
- Arctostaphylos confertiflora Eastw.
- Arctostaphylos cratericola (Donn.Sm.) Donn.Sm.
- Arctostaphylos crustacea Eastw.
- Arctostaphylos cruzensis Roof
- Arctostaphylos densiflora M.S.Baker
- Arctostaphylos edmundsii J.T.Howell
- Arctostaphylos franciscana Eastw.
- Arctostaphylos gabilanensis V.T.Parker & M.C.Vasey
- Arctostaphylos glandulosa Eastw.
- Arctostaphylos glauca Lindl.
- Arctostaphylos glutinosa B.Schreib.
- Arctostaphylos × helleri Eastw.
- Arctostaphylos hispidula Howell
- Arctostaphylos hookeri G.Don
- Arctostaphylos hooveri P.V.Wells
- Arctostaphylos imbricata Eastw.
- Arctostaphylos incognita J.E.Keeley, Massihi, J.Delgad. & Hirales
- Arctostaphylos insularis Greene & Parry
- Arctostaphylos × jepsonii Eastw.
- Arctostaphylos klamathensis S.W.Edwards, Keeler-Wolf & W.Knight
- Arctostaphylos × laxiflora A.Heller ex Eastw.
- Arctostaphylos luciana P.V.Wells
- Arctostaphylos malloryi (W.Knight & Gankin) P.V.Wells
- Arctostaphylos manzanita Parry
- Arctostaphylos × media Greene
- Arctostaphylos mewukka Merriam
- Arctostaphylos montana Eastw.
- Arctostaphylos montaraensis Roof
- Arctostaphylos montereyensis Hoover
- Arctostaphylos moranii P.V.Wells
- Arctostaphylos morroensis Wiesl. & B.Schreib.
- Arctostaphylos myrtifolia Parry
- Arctostaphylos nevadensis A.Gray
- Arctostaphylos nissenana Merriam
- Arctostaphylos nortensis (P.V.Wells) P.V.Wells
- Arctostaphylos nummularia A.Gray
- Arctostaphylos obispoensis Eastw.
- Arctostaphylos ohloneana M.C.Vasey & V.T.Parker
- Arctostaphylos osoensis P.V.Wells
- Arctostaphylos otayensis Wiesl. & B.Schreib.
- Arctostaphylos pacifica Roof
- Arctostaphylos pajaroensis J.E.Adams
- Arctostaphylos pallida Eastw.
- Arctostaphylos parryana Lemmon
- Arctostaphylos × parvifolia Howell
- Arctostaphylos patula Greene
- Arctostaphylos pechoensis (Abrams) Dudley ex Abrams
- Arctostaphylos peninsularis P.V.Wells
- Arctostaphylos pilosula Jeps. & Wiesl.
- Arctostaphylos pringlei Parry
- Arctostaphylos pumila Nutt.
- Arctostaphylos pungens Kunth
- Arctostaphylos purissima P.V.Wells
- Arctostaphylos rainbowensis J.E.Keeley & Massihi
- Arctostaphylos refugioensis Gankin
- Arctostaphylos regismontana Eastw.
- Arctostaphylos × repens (Howell) P.V.Wells
- Arctostaphylos rudis Jeps. & Wiesl.
- Arctostaphylos sensitiva Jeps.
- Arctostaphylos silvicola Jeps. & Wiesl.
- Arctostaphylos stanfordiana Parry
- Arctostaphylos × strigosa Howell
- Arctostaphylos tomentosa (Pursh) Lindl.
- Arctostaphylos uva-ursi (L.) Spreng.
- Arctostaphylos virgata Eastw.
- Arctostaphylos viridissima (Eastw.) McMinn
- Arctostaphylos viscida Parry
- Arctostaphylos wellsii W.Knight

### Sinònims
Els següents noms són sinònims d'Arctostaphylos:
- Daphnidostaphylis Klotzsch
- Mairania Bubani
- Mairrania Neck. ex Desv.
- Schizococcus Eastw.
- Uva-ursi Duhamel
- Xerobotrys Nutt.